# Lektora

Logo des Verlages Lektora

Die Lektora GmbH ist ein Paderborner Independent-Verlag und nach Eigenaussage weltweit der größte Verlag, der Bücher von Autoren aus der Poetry-Slam- und Lesebühnen-Szene veröffentlicht. 

## Verlags-Geschichte
Der Lektora-Verlag wurde 2003 in Paderborn von Geschäftsführer Karsten Strack, selbst Autor und Kulturveranstalter, gegründet. Der Verlag trägt das Motto: „Aus der Szene für die Szene“ und gilt mit seinen Aktivitäten als ein Knotenpunkt der ostwestfälischen Poetry-Slam- und Lesebühnen-Szene. Bei Lektora erscheinen hauptsächlich Anthologien, Textsammlungen und Romane, daneben akademische Abschlussarbeiten zum Thema Poetry Slam, CDs sowie das Magazin „Bühnen.Texte“ (2018–2023). 2012 wurde Strack von der Stadt Paderborn mit der „Kulturnadel“ für Verdienstträger der regionalen Kulturlandschaft ausgezeichnet. Seit 2022 wird der Lektora-Verlag von der Lektorin und Medienkauffrau Denise Bretz geleitet. 2023 erhielt Lektora den Deutschen Verlagspreis.

## Autoren (Auswahl)
- Victoria Helene Bergemann
- Annika Blanke
- Kai Robin Bosch
- Fee Brembeck
- Bleu Broode
- Sandra Da Vina
- Michael Feindler
- Johannes Floehr
- Markus Freise
- Anke Fuchs
- Micha-El Goehre
- David Grashoff
- Erwin Grosche
- Theresa Hahl
- Sven Hensel
- Philipp Herold
- Friedrich Herrmann
- Marian Heuser
- Elias Hirschl
- Wolf Hogekamp
- Björn Högsdal
- Karsten Hohage
- Pierre Jarawan
- Jean-Philippe Kindler
- Matthias Kneip
- Thomas Koch
- Markus Köhle
- Sulaiman Masomi
- Mieze Medusa
- Fabian Navarro
- Omid Pouryousefi
- Quichotte
- Christian Ritter
- Lars Ruppel
- Patrick Salmen
- Marc-Oliver Schuster
- Sebastian 23
- Theresa Sperling
- Yannick Steinkellner
- Andy Strauß
- Henrik Szántó
- Misha Verollet
- Jann Wattjes
- Florian Wintels
- Jan Philipp Zymny